# Æbbe de Coldingham
Pour la martyre du IXe siècle, voir Æbbe la Jeune.
Æbbe est une princesse et religieuse anglo-saxonne du VIIe siècle.

## Biographie
Fille du roi Æthelfrith de Bernicie et de son épouse, la princesse Acha de Deira, Æbbe est la fondatrice d'un monastère à Urbs Coludi, aujourd'hui Coldingham dans le Berwickshire. Dans son Histoire ecclésiastique du peuple anglais, Bède le Vénérable rapporte qu'Æbbe entretient de bonnes relations avec Cuthbert de Lindisfarne et Wilfrid d'York. Bède indique également que l'abbaye de Coldingham est détruite par un incendie après la mort d'Æbbe, un événement daté de 683 par l'hagiographe Reginald de Durham, auteur d'une vita d'Æbbe au XIIe siècle.
Le culte d'Æbbe est mal attesté. Elle semble avoir donné son nom à Ebchester, dans le comté de Durham, le site d'une autre de ses fondations d'après Reginald de Durham. Sa fête du 25 août est citée dans quelques calendriers de saints, de même que la translation de ses reliques, le 2 septembre.